# Darktable
Darktable（風格化為 darktable）是一款自由且開源的攝影應用程式及原始檔開發工具。與 Adobe Photoshop 或 GIMP 這類光柵圖形編輯器不同，darktable 提供了一組專門針對非破壞性原始圖像後期製作的圖像編輯操作。它主要專注於改進攝影師的工作流程，方便處理大量圖像。Darktable 提供適用於大多數主流 Linux 發行版、macOS、Solaris 和 Windows 的版本，並且以 GPL-3.0-or-later 授權條款釋出。

## 功能介紹
Darktable 採用了非破壞性編輯的概念，類似於其他一些原始圖像處理軟體。相較於直接應用到圖像的光柵數據，該程式會保留原始圖像數據，直到匯出階段的最終渲染為止——而用戶所做的參數調整則會實時顯示。該程式具有內建 ICC 配置文件、GPU 加速（基於 OpenCL），並且支援大多數常見的圖像格式。

#### 主要功能
- 使用 XMP 更改描述條目進行非破壞性編輯
- 在 CIE LAB 色彩空間的色彩通道上以 32 位浮點模式工作
- 完整的色彩管理實現
- 支援 RAW、JPG、RGBE、PFM 等多種格式
- 完全模組化的架構
- 超過 30 個模組用於轉換、色彩校正、質量改進和藝術效果
- 圖像組織及按參數搜尋功能
- 支援 19 種語言翻譯
- 支援直接通過相機拍攝
- 查找相似照片功能
- 支援帶有地理座標標籤的照片在地圖上的顯示
- 集成的 Lua 腳本執行器，腳本可以綁定到熱鍵或特定事件，例如匯入新圖像時。

#### 蒙版
Darktable 在 1.4 版本中新增了對繪製蒙版的支持，允許將效果應用到圖像的手動指定區域。共有五種類型的蒙版可用：畫筆、圓形、橢圓、貝塞爾曲線和漸變。這些蒙版都可以調整大小，設置淡出半徑以實現平滑混合，並可控制不透明度。用戶可以創建任意數量的蒙版，這些蒙版會收集到 Darktable 界面左側的“蒙版管理器”中。

#### 顏色
Darktable 內建了對 sRGB、Adobe RGB、XYZ 和線性 RGB 色彩空間的 ICC 配置文件的支持。

#### 匯入和匯出
Darktable 可以從磁碟或相機匯入原始圖像格式、JPEG、HDR 和 PFM 圖像，並可以匯出到磁碟、Picasa Web Albums、電子郵件以及基於 HTML 的簡單網頁畫廊，支持的格式包括 JPEG、PNG、JPEG XL、TIFF、WebP、PPM、PFM 和 EXR 圖像。此外，圖像還可以使用外部插件匯出到維基媒體共享資源。

#### 腳本
Darktable 可以通過 Lua 5.2 版本的腳本來控制。Lua 可以用於定義 Darktable 應在觸發特定事件時執行的動作。例如，在文件匯出期間調用外部應用程式，以在 Darktable 外應用額外的處理步驟。

#### 多模式直方圖
Darktable 提供了多種直方圖類型，所有類型都可以獨立選擇紅色、綠色和藍色通道：線性、對數和波形（在 1.4 版本中新增）。